# Sprzęt do podawania piany

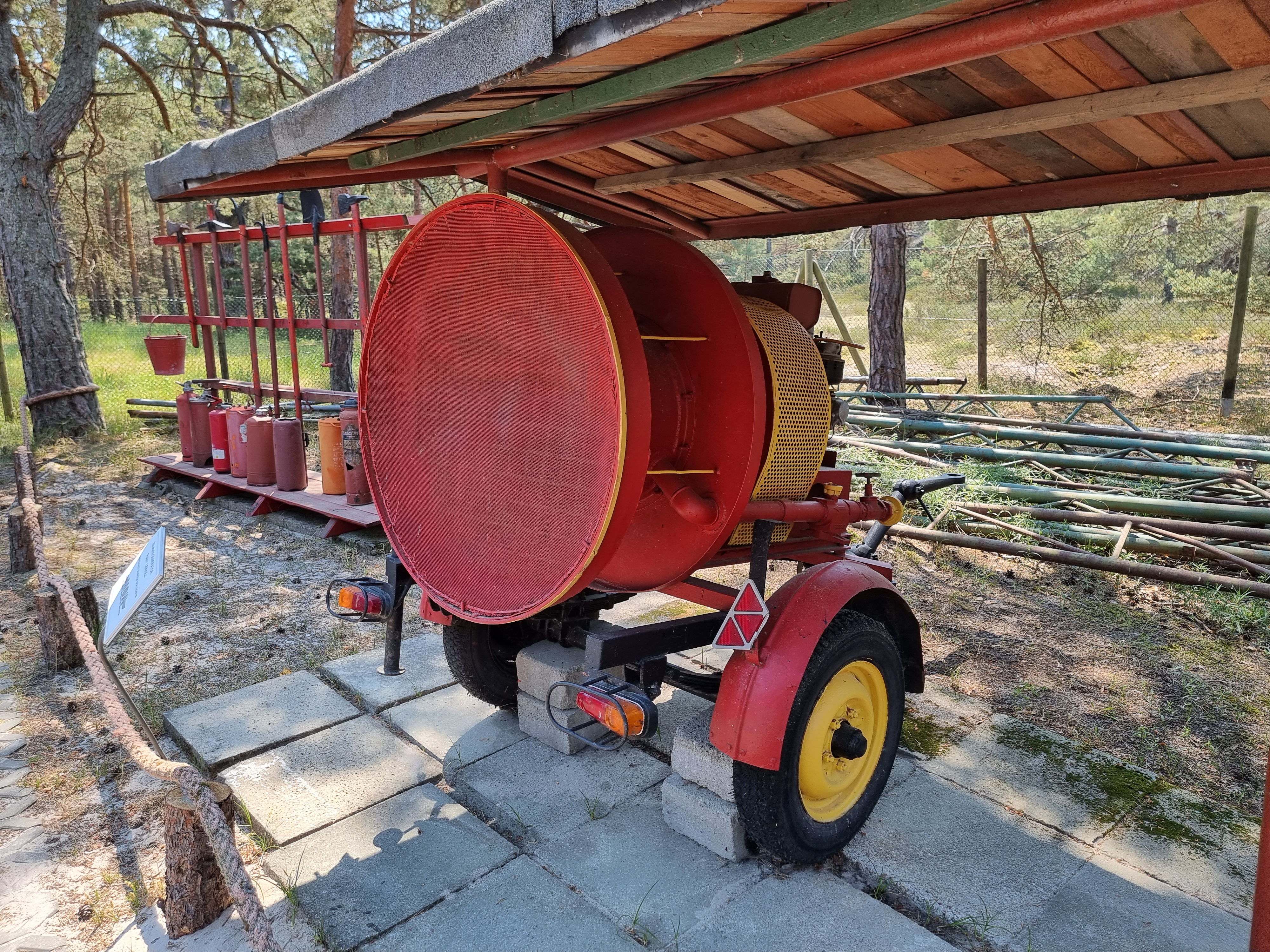
Generator piany lekkiej eksponowany w Muzeum Obrony Wybrzeża w Helu

Sprzęt do podawania piany – sprzęt służący do wytworzenia piany gaśniczej, a następnie służący do podania go w miejsce pożaru. 
Do sprzętu tego należy: 
- wytwornica pianowa,
- prądownica pianowa,
- generator piany lekkiej,
- zasysacz liniowy